# 水酸化1-アダマンチルトリメチルアンモニウム
水酸化1-アダマンチルトリメチルアンモニウム (1-adamantyltrimethylammonium hydroxide) はアダマンタンの1位にトリメチルアンモニウム基 (−N+(CH3)3) が結合した第四級アンモニウムカチオンの水酸化物である。純物質は不安定なことから、20%程度の水溶液として扱われる。

1-アダマンチルアミンのトリメチル化により合成される。まず1-アダマンチルアミンとギ酸およびホルムアルデヒドを作用させる還元的アミノ化により1-アダマンチルジメチルアミンを得る。次に硫酸ジメチルにより4級化し、1-アダマンチルトリメチルアンモニウムのメチル硫酸塩を得る。これを陰イオン交換樹脂により水酸化物へ変換する。

合成ゼオライトであるSSZ-13の細孔形成テンプレートとして用いられるため、工業的に製造されている。